# Photoscotosia albiplaga
Photoscotosia albiplaga là một loài bướm đêm trong họ Geometridae.